# Nam vương Quốc tế 2014
Nam vương Quốc tế 2014 là cuộc thi Nam vương Quốc tế lần thứ chín được tổ chức vào ngày 14 tháng 2 năm 2015 tại Grand Ballroom, Grand Hilton Seoul, Seoul, Hàn Quốc. Neil Perez đến từ Philippines đăng quang ngôi vị Nam vương Quốc tế thứ chín.

## Kết quả
| Thứ hạng                  | Thứ hạng | Thứ hạng | Thứ hạng |
| Hạng                      | Thí sinh |          |          |
| ------------------------- | --- | -------- | -------- |
| Mister International 2014 | - Philippines — Neil Perez |          |          |
| Á vương 1                 | - Liban — Rabih El Zein |          |          |
| Á vương 2                 | - Séc — Tomáš Dumbrovský |          |          |
| Á vương 3                 | - Ba Lan — Rafał Maślak |          |          |
| Á vương 4                 | - Slovenia — Mitja Nadizar |          |          |
| Top 10                    | - Brasil — Matheus Martins - Hàn Quốc — Youngho Park - México — Alejandro Valencia - Nhật Bản — Masakazu Hashimoto - Thái Lan — Vittawat Srikes |          |          |
| Top 15                    | - Colombia — David Angel - Guam — Richard Johnson - Indonesia — Kevin Hendrawan - Myanmar — Aung Chan Mya - Puerto Rico — Christian Ortíz       |          |          |
| Giải thưởng đặc biệt      | |          |          |
| Giải thưởng               | Thí sinh |          |          |
| Best National Costume     | - Trung Quốc — Shi Yu Quan |          |          |
| Mister Congeniality       | - Colombia — David Angel |          |          |
| Mister Photogenic         | - Nhật Bản — Masakazu Hashimoto |          |          |
| Most Stylish Award        | - Hàn Quốc — Youngho Park |          |          |

## Các thí sinh
29 thí sinh dự thi.
| Quốc gia/vùng lãnh thổ | Thí sinh                | Tuổi | Chiều cao               | Quê quán          | T.k.          |
| ---------------------- | ----------------------- | ---- | ----------------------- | ----------------- | ------------- |
| Azerbaijan             | Ali Zahirli             | 20   | 1,85 m (6 ft 1 in)      | Baku              | [ 6 ]         |
| Ấn Độ                  | Parmeet Wahi            | 26   | 1,91 m (6 ft 3 in)      | New Delhi         | [ 7 ]         |
| Bahamas                | Kenneth Kerr            | 24   | 1,83 m (6 ft 0 in)      | Freeport          | [ 8 ]         |
| Ba Lan                 | Rafał Maślak            | 26   | 1,84 m (6 ft 1⁄2 in)    | Międzyrzecz       | [ 9 ]         |
| Brasil                 | Matheus Martins         | 22   | 1,89 m (6 ft 2+1⁄2 in)  | Belo Horizonte    |               |
| Canada                 | Dan Marana              | 22   | 1,75 m (5 ft 9 in)      | Toronto           |               |
| Colombia               | David Angel             | 25   | 1,83 m (6 ft 0 in)      | Cali              | [ 10 ]        |
| Ecuador                | Nicolas Lopez Zamora    | 26   | 1,78 m (5 ft 10 in)     | Quito             | [ 11 ]        |
| Guam                   | Richard Johnson         | 20   | 1,78 m (5 ft 10 in)     | Chalan Pago-Ordot |               |
| Hàn Quốc               | Youngho Park            | 24   | 1,77 m (5 ft 9+1⁄2 in)  | Seoul             | [ 12 ]        |
| Hy Lạp                 | Konstantinos Giagmouris | 28   | 1,83 m (6 ft 0 in)      | Panorama          |               |
| Indonesia              | Kevin Hendrawan         | 22   | 1,76 m (5 ft 9+1⁄2 in)  | Denpasar          |               |
| Liban                  | Rabih El Zein           | 27   | 1,87 m (6 ft 1+1⁄2 in)  | Beirut            | [ 13 ]        |
| Malaysia               | CJ Lee                  | 26   | 1,80 m (5 ft 11 in)     | Kuala Lumpur      | [ 14 ]        |
| México                 | Alejandro Valencia      | 23   | 1,85 m (6 ft 1 in)      | Ario              |               |
| Myanmar                | Aung Chan Mya           | 20   | 1,86 m (6 ft 1 in)      | Yangon            |               |
| Nga                    | Arseniy Potorchin       | 23   | 1,85 m (6 ft 1 in)      | Moskva            |               |
| Nhật Bản               | Masakazu Hashimoto      | 22   | 1,78 m (5 ft 10 in)     | Ibaraki           | [ 14 ]        |
| Philippines            | Neil Perez              | 29   | 1,79 m (5 ft 10+1⁄2 in) | Manila            | [ 14 ] [ 15 ] |
| Puerto Rico            | Christian Ortíz         | 25   | 1,85 m (6 ft 1 in)      | San Juan          |               |
| Séc                    | Tomáš Dumbrovský        | 24   | 1,89 m (6 ft 2+1⁄2 in)  | Brno              | [ 16 ]        |
| Singapore              | Andy Wong               | 24   | 1,75 m (5 ft 9 in)      | Bukit Timah       |               |
| Slovenia               | Mitja Nadizar           |      |                         |                   |               |
| Sri Lanka              | Tharshan Thiyagarajah   | 25   | 1,86 m (6 ft 1 in)      | Jaffna            | [ 17 ]        |
| Thái Lan               | Vittawat Srikes         | 19   | 1,86 m (6 ft 1 in)      | Maha Sarakham     |               |
| Thổ Nhĩ Kỳ             | Eray Aydos              | 19   | 1,90 m (6 ft 3 in)      | Ankara            |               |
| Trung Quốc             | Shi Yu Quan             |      |                         |                   | [ 18 ]        |
| Ukraina                | Bohdan Yusypchuk        | 26   | 1,84 m (6 ft 1⁄2 in)    | Kiev              | [ 19 ]        |
| Úc                     | Marco Sepulveda         | 25   | 1,80 m (5 ft 11 in)     | Sydney            |               |